# Aetobarbakinoides
Aetobarbakinoides brasiliensis
Genre
Espèce
Aetobarbakinoides est un genre éteint d'aétosaures de la famille des Stagonolepididae et ayant vécu au Trias supérieur. Les fossiles ont été trouvés dans l’État de Rio Grande do Sul, au Brésil, dans la superséquence de Santa Maria (fin Carnien – début Norien), faisant d'Aetobarbakinoides l'un des plus anciens aétosaures.
L'espèce type, et unique espèce, Aetobarbakinoides brasiliensis, a été nommée en 2012, et est notable pour avoir été décrite principalement en fonction des caractéristiques de ses vertèbres ; la diagnose de la plupart des autres aétosaures fait intervenir les caractéristiques de plaques osseuses appelées ostéodermes, qui sont de loin les restes fossiles le plus communément retrouvés. 
Aetobarbakinoides appartient à la famille des Stagonolepididae. Bien que placé dans une position phylogénétique basale chez les aétosaures, Aetobarbakinoides est proche à la fois des Desmatosuchinae et des Typothoracisinae, deux clades dérivés d'aétosaures.

## Publication originale
- (en) Julia B. Desojo, Martín D. Ezcurra et Edio E. Kischlat, « A new aetosaur genus (Archosauria: Pseudosuchia) from the early Late Triassic of southern Brazil », Zootaxa, Magnolia Press (d), vol. 3166, no 1,‎ 19 janvier 2012, p. 1 (ISSN 1175-5334 et 1175-5326, OCLC 49030618, DOI 10.11646/ZOOTAXA.3166.1.1, lire en ligne).